# Парламентские выборы в Албании (1997)
Досрочные Парламентские выборы в Албании 1997 года прошли 29 июня одновременно с референдумом о восстановлении монархии. Второй тур, в котором были определены победители в 32 округах, состоялся 6 июля.. Выборы были проведены досрочно из-за массовых беспорядков в Албании. Результатом стала сокрушительная победа оппозиционной Социалистической партии Албании, получившей 101 место из 155. Явка избирателей составила 72,6 %.

## Предыстория
В январе 1997 года в Албании вспыхнули ожесточённые протесты, спровоцированные банкротством «финансовых пирамид», жертвами которых стали около 300 тысяч албанцев. Правительство отказалось компенсировать потери населения, ограничившись запретом деятельности «пирамид». В феврале поначалу мирный протест перерос в вооружённое восстание по всей стране, когда протестующие стали захватывать оружие с армейских складов. Восстание унесло жизни около 1600 человек и привело к вмешательству многонациональных миротворческих сил. Когда стало ясно, что армия и полиция не способны справиться с восставшими, правящая Демократическая партия пошла на уступки, в том числе, согласившись на досрочные выборы. 11 марта президент Бериша назначил Башкима Фино из оппозиционной Социалистической партии новым премьер-министром, а на следующий день было приведено к присяге временное многопартийное правительство «национального примирения». 21 апреля была объявлена дата досрочных выборов. 23 июня почти все политические партии страны подписали в Риме «Пакт о будущем Албании», предусматривавший взаимные уступки.
16 мая был принят новый Закон о выборах, который, в частности, расширил состав парламента, увеличив количество депутатов со 140 до 155.

## Предвыборная кампания
В общей сложности 23 партии и 1050 кандидатов боролись за 155 мест в парламенте, при этом 40 депутатов избирались по пропорциональной системе, 115 по мажоритарной. Правящей Демократической партии в основном противостояла коалиция «Форум за демократию», в которую входили Социалистическая партия, Социал-демократическая партия и Демократический альянс.

## Результаты
День голосования был совмещён с референдумом о восстановлении монархии. За ходом голосования наблюдали сотни международных наблюдателей, в том числе группа ОБСЕ во главе с экс-канцлером Австрии Францем Враницким; за ним также наблюдало большое количество полицейских, что способствовало созданию в целом спокойной атмосферы. Голосование завершилось чистой победой социалистов, которые в итоге получили 101 место; их партнёры по левой коалиции получили 12 мест.
| Партия                    | Партия                                 | Лидер                    | Голоса    | Голоса | Голоса   | Места | Места |  |
| Партия                    | Партия                                 | Лидер                    | Голоса    | %      | Δ (п.п.) | Места | Δ     |  |
| ------------------------- | -------------------------------------- | ------------------------ | --------- | ------ | -------- | ----- | ----- |  |
|                           | Социалистическая партия                | Фатос Нано               | 413 369   | 31,60  | ▲11.23   | 101   | ▲91   |  |
|                           | Демократическая партия                 | Сали Бериша              | 315 677   | 24,13  | ▼31,4    | 24    | ▼98   |  |
|                           | Социал-демократическая партия          | Скендер Гинуши           | 245 181   | 18,74  | новая    | 9     | новая |  |
|                           | Партия единства в защиту прав человека | Вангел Дуле              | 41 157    | 3,15   | ▼0,89    | 4     | ▲1    |  |
|                           | Демократический альянс                 | Зеф Бушати               | 36 380    | 2,78   | новая    | 9     | новая |  |
|                           | Экологическая аграрная партия          | Люфтер Джувели           | 10 875    | 0,83   | новая    | 0     | новая |  |
|                           | Партия национального единства          | Идайет Бекири            | 9106      | 0,70   | новая    | 0     | новая |  |
|                           | Христианско-демократическая партия     | Зеф Бушати               | 4608      | 0,35   | новая    | 2     | новая |  |
|                           | Республиканская партия                 | Сабри Годо               |           |        |          | 1     | ▼2    |  |
|                           | Албанский национальный фронт           | Абас Эрменьи             |           |        |          | 1     | ▼1    |  |
|                           | Другие партии                          |                          |           |        |          | 0     |       |  |
|                           | Независимые                            |                          |           |        |          | 13    | новые |  |
|                           |                                        |                          |           |        |          |       |       |  |
| Недействительных голосов  | Недействительных голосов               | Недействительных голосов | 104 906   | 7.42   | ▼8,72    |       |       |  |
| Всего                     | Всего                                  | Всего                    | 1 412 929 | 100,00 |          | 155   | ▲15   |  |
| Зарегистрировано / Явка   | Зарегистрировано / Явка                | Зарегистрировано / Явка  | 1 947 235 | 72,56  | ▼16,52   |       |       |  |
|                           |                                        |                          |           |        |          |       |       |  |
| Источник: Nohlen & Stöver |                                        |                          |           |        |          |       |       |  |

## После выборов
Миссия ОБСЕ во главе с Францем Враницким назвала эти выборы «приемлемыми». Наблюдатели назвали их «удовлетворительными и действительными», но не «свободными и честными», имея в виду насилие, примененное к представителям Демократической партии.
Комментируя результаты голосования, президент Сали Бериша заявил, что его партия, перейдя в оппозиции, будет работать над «укреплением демократии, её ценностей и её законов». Лидер социалистов Фатос Нано, находившийся в заключении с 1993 года, воздал должное «цивилизованному молчанию» побеждённой Демократической партии и её сторонников. 23 июля Бериша покинул пост президента, на котором его сменил социалист Реджеп Мейдани, бывший декан факультета естественных наук Университета Тираны. Через два дня, 25 июля, был приведён к присяге новый коалиционный кабинет во главе с Фатосом Нано.